# Heteropsis boliviana
Heteropsis boliviana är en kallaväxtart som beskrevs av Henry Hurd Rusby. Heteropsis boliviana ingår i släktet Heteropsis och familjen kallaväxter. Inga underarter finns listade.